# 1807
Portal Geschichte | Portal Biografien | Aktuelle Ereignisse | Jahreskalender | Tagesartikel

◄ |
18. Jahrhundert |
19. Jahrhundert
| 20. Jahrhundert | ►

◄ |
1770er |
1780er |
1790er |
1800er
| 1810er | 1820er | 1830er | ►

◄◄ |
◄ |
1803 |
1804 |
1805 |
1806 |
1807
| 1808 | 1809 | 1810 | 1811 | ► | ►►
Staatsoberhäupter  · Nekrolog   · Musikjahr
| Januar | Januar | Januar | Januar | Januar | Januar | Januar | Januar |
| Kw     | Mo     | Di     | Mi     | Do     | Fr     | Sa     | So     |
| ------ | ------ | ------ | ------ | ------ | ------ | ------ | ------ |
| 1      |        |        |        | 1      | 2      | 3      | 4      |
| 2      | 5      | 6      | 7      | 8      | 9      | 10     | 11     |
| 3      | 12     | 13     | 14     | 15     | 16     | 17     | 18     |
| 4      | 19     | 20     | 21     | 22     | 23     | 24     | 25     |
| 5      | 26     | 27     | 28     | 29     | 30     | 31     |        |

| Februar | Februar | Februar | Februar | Februar | Februar | Februar | Februar |
| Kw      | Mo      | Di      | Mi      | Do      | Fr      | Sa      | So      |
| ------- | ------- | ------- | ------- | ------- | ------- | ------- | ------- |
| 5       |         |         |         |         |         |         | 1       |
| 6       | 2       | 3       | 4       | 5       | 6       | 7       | 8       |
| 7       | 9       | 10      | 11      | 12      | 13      | 14      | 15      |
| 8       | 16      | 17      | 18      | 19      | 20      | 21      | 22      |
| 9       | 23      | 24      | 25      | 26      | 27      | 28      |         |

| März | März | März | März | März | März | März | März |
| Kw   | Mo   | Di   | Mi   | Do   | Fr   | Sa   | So   |
| ---- | ---- | ---- | ---- | ---- | ---- | ---- | ---- |
| 9    |      |      |      |      |      |      | 1    |
| 10   | 2    | 3    | 4    | 5    | 6    | 7    | 8    |
| 11   | 9    | 10   | 11   | 12   | 13   | 14   | 15   |
| 12   | 16   | 17   | 18   | 19   | 20   | 21   | 22   |
| 13   | 23   | 24   | 25   | 26   | 27   | 28   | 29   |
| 14   | 30   | 31   |      |      |      |      |      |

| April | April | April | April | April | April | April | April |
| Kw    | Mo    | Di    | Mi    | Do    | Fr    | Sa    | So    |
| ----- | ----- | ----- | ----- | ----- | ----- | ----- | ----- |
| 14    |       |       | 1     | 2     | 3     | 4     | 5     |
| 15    | 6     | 7     | 8     | 9     | 10    | 11    | 12    |
| 16    | 13    | 14    | 15    | 16    | 17    | 18    | 19    |
| 17    | 20    | 21    | 22    | 23    | 24    | 25    | 26    |
| 18    | 27    | 28    | 29    | 30    |       |       |       |

| Mai | Mai | Mai | Mai | Mai | Mai | Mai | Mai |
| Kw  | Mo  | Di  | Mi  | Do  | Fr  | Sa  | So  |
| --- | --- | --- | --- | --- | --- | --- | --- |
| 18  |     |     |     |     | 1   | 2   | 3   |
| 19  | 4   | 5   | 6   | 7   | 8   | 9   | 10  |
| 20  | 11  | 12  | 13  | 14  | 15  | 16  | 17  |
| 21  | 18  | 19  | 20  | 21  | 22  | 23  | 24  |
| 22  | 25  | 26  | 27  | 28  | 29  | 30  | 31  |

| Juni | Juni | Juni | Juni | Juni | Juni | Juni | Juni |
| Kw   | Mo   | Di   | Mi   | Do   | Fr   | Sa   | So   |
| ---- | ---- | ---- | ---- | ---- | ---- | ---- | ---- |
| 23   | 1    | 2    | 3    | 4    | 5    | 6    | 7    |
| 24   | 8    | 9    | 10   | 11   | 12   | 13   | 14   |
| 25   | 15   | 16   | 17   | 18   | 19   | 20   | 21   |
| 26   | 22   | 23   | 24   | 25   | 26   | 27   | 28   |
| 27   | 29   | 30   |      |      |      |      |      |

| Juli | Juli | Juli | Juli | Juli | Juli | Juli | Juli |
| Kw   | Mo   | Di   | Mi   | Do   | Fr   | Sa   | So   |
| ---- | ---- | ---- | ---- | ---- | ---- | ---- | ---- |
| 27   |      |      | 1    | 2    | 3    | 4    | 5    |
| 28   | 6    | 7    | 8    | 9    | 10   | 11   | 12   |
| 29   | 13   | 14   | 15   | 16   | 17   | 18   | 19   |
| 30   | 20   | 21   | 22   | 23   | 24   | 25   | 26   |
| 31   | 27   | 28   | 29   | 30   | 31   |      |      |

| August | August | August | August | August | August | August | August |
| Kw     | Mo     | Di     | Mi     | Do     | Fr     | Sa     | So     |
| ------ | ------ | ------ | ------ | ------ | ------ | ------ | ------ |
| 31     |        |        |        |        |        | 1      | 2      |
| 32     | 3      | 4      | 5      | 6      | 7      | 8      | 9      |
| 33     | 10     | 11     | 12     | 13     | 14     | 15     | 16     |
| 34     | 17     | 18     | 19     | 20     | 21     | 22     | 23     |
| 35     | 24     | 25     | 26     | 27     | 28     | 29     | 30     |
| 36     | 31     |        |        |        |        |        |        |

| September | September | September | September | September | September | September | September |
| Kw        | Mo        | Di        | Mi        | Do        | Fr        | Sa        | So        |
| --------- | --------- | --------- | --------- | --------- | --------- | --------- | --------- |
| 36        |           | 1         | 2         | 3         | 4         | 5         | 6         |
| 37        | 7         | 8         | 9         | 10        | 11        | 12        | 13        |
| 38        | 14        | 15        | 16        | 17        | 18        | 19        | 20        |
| 39        | 21        | 22        | 23        | 24        | 25        | 26        | 27        |
| 40        | 28        | 29        | 30        |           |           |           |           |

| Oktober | Oktober | Oktober | Oktober | Oktober | Oktober | Oktober | Oktober |
| Kw      | Mo      | Di      | Mi      | Do      | Fr      | Sa      | So      |
| ------- | ------- | ------- | ------- | ------- | ------- | ------- | ------- |
| 40      |         |         |         | 1       | 2       | 3       | 4       |
| 41      | 5       | 6       | 7       | 8       | 9       | 10      | 11      |
| 42      | 12      | 13      | 14      | 15      | 16      | 17      | 18      |
| 43      | 19      | 20      | 21      | 22      | 23      | 24      | 25      |
| 44      | 26      | 27      | 28      | 29      | 30      | 31      |         |

| November | November | November | November | November | November | November | November |
| Kw       | Mo       | Di       | Mi       | Do       | Fr       | Sa       | So       |
| -------- | -------- | -------- | -------- | -------- | -------- | -------- | -------- |
| 44       |          |          |          |          |          |          | 1        |
| 45       | 2        | 3        | 4        | 5        | 6        | 7        | 8        |
| 46       | 9        | 10       | 11       | 12       | 13       | 14       | 15       |
| 47       | 16       | 17       | 18       | 19       | 20       | 21       | 22       |
| 48       | 23       | 24       | 25       | 26       | 27       | 28       | 29       |
| 49       | 30       |          |          |          |          |          |          |

| Dezember | Dezember | Dezember | Dezember | Dezember | Dezember | Dezember | Dezember |
| Kw       | Mo       | Di       | Mi       | Do       | Fr       | Sa       | So       |
| -------- | -------- | -------- | -------- | -------- | -------- | -------- | -------- |
| 49       |          | 1        | 2        | 3        | 4        | 5        | 6        |
| 50       | 7        | 8        | 9        | 10       | 11       | 12       | 13       |
| 51       | 14       | 15       | 16       | 17       | 18       | 19       | 20       |
| 52       | 21       | 22       | 23       | 24       | 25       | 26       | 27       |
| 53       | 28       | 29       | 30       | 31       |          |          |          |

| Januar | Januar | Januar | Januar | Januar | Januar | Januar | Januar |
| Kw     | Mo     | Di     | Mi     | Do     | Fr     | Sa     | So     |
| ------ | ------ | ------ | ------ | ------ | ------ | ------ | ------ |
| 1      |        |        |        | 1      | 2      | 3      | 4      |
| 2      | 5      | 6      | 7      | 8      | 9      | 10     | 11     |
| 3      | 12     | 13     | 14     | 15     | 16     | 17     | 18     |
| 4      | 19     | 20     | 21     | 22     | 23     | 24     | 25     |
| 5      | 26     | 27     | 28     | 29     | 30     | 31     |        |

| Februar | Februar | Februar | Februar | Februar | Februar | Februar | Februar |
| Kw      | Mo      | Di      | Mi      | Do      | Fr      | Sa      | So      |
| ------- | ------- | ------- | ------- | ------- | ------- | ------- | ------- |
| 5       |         |         |         |         |         |         | 1       |
| 6       | 2       | 3       | 4       | 5       | 6       | 7       | 8       |
| 7       | 9       | 10      | 11      | 12      | 13      | 14      | 15      |
| 8       | 16      | 17      | 18      | 19      | 20      | 21      | 22      |
| 9       | 23      | 24      | 25      | 26      | 27      | 28      |         |

| März | März | März | März | März | März | März | März |
| Kw   | Mo   | Di   | Mi   | Do   | Fr   | Sa   | So   |
| ---- | ---- | ---- | ---- | ---- | ---- | ---- | ---- |
| 9    |      |      |      |      |      |      | 1    |
| 10   | 2    | 3    | 4    | 5    | 6    | 7    | 8    |
| 11   | 9    | 10   | 11   | 12   | 13   | 14   | 15   |
| 12   | 16   | 17   | 18   | 19   | 20   | 21   | 22   |
| 13   | 23   | 24   | 25   | 26   | 27   | 28   | 29   |
| 14   | 30   | 31   |      |      |      |      |      |

| April | April | April | April | April | April | April | April |
| Kw    | Mo    | Di    | Mi    | Do    | Fr    | Sa    | So    |
| ----- | ----- | ----- | ----- | ----- | ----- | ----- | ----- |
| 14    |       |       | 1     | 2     | 3     | 4     | 5     |
| 15    | 6     | 7     | 8     | 9     | 10    | 11    | 12    |
| 16    | 13    | 14    | 15    | 16    | 17    | 18    | 19    |
| 17    | 20    | 21    | 22    | 23    | 24    | 25    | 26    |
| 18    | 27    | 28    | 29    | 30    |       |       |       |

| Mai | Mai | Mai | Mai | Mai | Mai | Mai | Mai |
| Kw  | Mo  | Di  | Mi  | Do  | Fr  | Sa  | So  |
| --- | --- | --- | --- | --- | --- | --- | --- |
| 18  |     |     |     |     | 1   | 2   | 3   |
| 19  | 4   | 5   | 6   | 7   | 8   | 9   | 10  |
| 20  | 11  | 12  | 13  | 14  | 15  | 16  | 17  |
| 21  | 18  | 19  | 20  | 21  | 22  | 23  | 24  |
| 22  | 25  | 26  | 27  | 28  | 29  | 30  | 31  |

| Juni | Juni | Juni | Juni | Juni | Juni | Juni | Juni |
| Kw   | Mo   | Di   | Mi   | Do   | Fr   | Sa   | So   |
| ---- | ---- | ---- | ---- | ---- | ---- | ---- | ---- |
| 23   | 1    | 2    | 3    | 4    | 5    | 6    | 7    |
| 24   | 8    | 9    | 10   | 11   | 12   | 13   | 14   |
| 25   | 15   | 16   | 17   | 18   | 19   | 20   | 21   |
| 26   | 22   | 23   | 24   | 25   | 26   | 27   | 28   |
| 27   | 29   | 30   |      |      |      |      |      |

| Juli | Juli | Juli | Juli | Juli | Juli | Juli | Juli |
| Kw   | Mo   | Di   | Mi   | Do   | Fr   | Sa   | So   |
| ---- | ---- | ---- | ---- | ---- | ---- | ---- | ---- |
| 27   |      |      | 1    | 2    | 3    | 4    | 5    |
| 28   | 6    | 7    | 8    | 9    | 10   | 11   | 12   |
| 29   | 13   | 14   | 15   | 16   | 17   | 18   | 19   |
| 30   | 20   | 21   | 22   | 23   | 24   | 25   | 26   |
| 31   | 27   | 28   | 29   | 30   | 31   |      |      |

| August | August | August | August | August | August | August | August |
| Kw     | Mo     | Di     | Mi     | Do     | Fr     | Sa     | So     |
| ------ | ------ | ------ | ------ | ------ | ------ | ------ | ------ |
| 31     |        |        |        |        |        | 1      | 2      |
| 32     | 3      | 4      | 5      | 6      | 7      | 8      | 9      |
| 33     | 10     | 11     | 12     | 13     | 14     | 15     | 16     |
| 34     | 17     | 18     | 19     | 20     | 21     | 22     | 23     |
| 35     | 24     | 25     | 26     | 27     | 28     | 29     | 30     |
| 36     | 31     |        |        |        |        |        |        |

| September | September | September | September | September | September | September | September |
| Kw        | Mo        | Di        | Mi        | Do        | Fr        | Sa        | So        |
| --------- | --------- | --------- | --------- | --------- | --------- | --------- | --------- |
| 36        |           | 1         | 2         | 3         | 4         | 5         | 6         |
| 37        | 7         | 8         | 9         | 10        | 11        | 12        | 13        |
| 38        | 14        | 15        | 16        | 17        | 18        | 19        | 20        |
| 39        | 21        | 22        | 23        | 24        | 25        | 26        | 27        |
| 40        | 28        | 29        | 30        |           |           |           |           |

| Oktober | Oktober | Oktober | Oktober | Oktober | Oktober | Oktober | Oktober |
| Kw      | Mo      | Di      | Mi      | Do      | Fr      | Sa      | So      |
| ------- | ------- | ------- | ------- | ------- | ------- | ------- | ------- |
| 40      |         |         |         | 1       | 2       | 3       | 4       |
| 41      | 5       | 6       | 7       | 8       | 9       | 10      | 11      |
| 42      | 12      | 13      | 14      | 15      | 16      | 17      | 18      |
| 43      | 19      | 20      | 21      | 22      | 23      | 24      | 25      |
| 44      | 26      | 27      | 28      | 29      | 30      | 31      |         |

| November | November | November | November | November | November | November | November |
| Kw       | Mo       | Di       | Mi       | Do       | Fr       | Sa       | So       |
| -------- | -------- | -------- | -------- | -------- | -------- | -------- | -------- |
| 44       |          |          |          |          |          |          | 1        |
| 45       | 2        | 3        | 4        | 5        | 6        | 7        | 8        |
| 46       | 9        | 10       | 11       | 12       | 13       | 14       | 15       |
| 47       | 16       | 17       | 18       | 19       | 20       | 21       | 22       |
| 48       | 23       | 24       | 25       | 26       | 27       | 28       | 29       |
| 49       | 30       |          |          |          |          |          |          |

| Dezember | Dezember | Dezember | Dezember | Dezember | Dezember | Dezember | Dezember |
| Kw       | Mo       | Di       | Mi       | Do       | Fr       | Sa       | So       |
| -------- | -------- | -------- | -------- | -------- | -------- | -------- | -------- |
| 49       |          | 1        | 2        | 3        | 4        | 5        | 6        |
| 50       | 7        | 8        | 9        | 10       | 11       | 12       | 13       |
| 51       | 14       | 15       | 16       | 17       | 18       | 19       | 20       |
| 52       | 21       | 22       | 23       | 24       | 25       | 26       | 27       |
| 53       | 28       | 29       | 30       | 31       |          |          |          |

## Ereignisse

### Politik und Weltgeschehen

#### Europa
- 7. Januar: Russische Truppen marschieren in Bukarest ein.
- 7. Januar: Großbritannien reagiert auf das Berliner Dekret Napoleon Bonapartes zur Kontinentalsperre. Neutralen Schiffen wird verboten, Häfen anzusteuern, die zu Frankreich oder dessen Verbündeten gehören oder von ihnen kontrolliert werden. Bei Verstößen gegen das Verbot droht das Konfiszieren der Schiffsladung.
- 28. Januar: Friede von Memel zwischen Großbritannien und Preußen

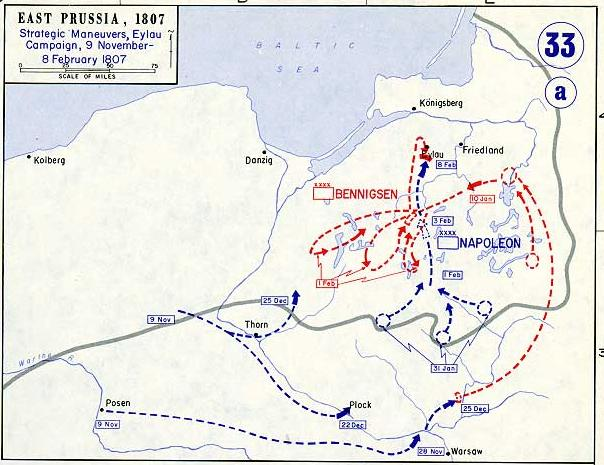
Schlacht bei Preußisch Eylau

- 7./8. Februar: Schlacht bei Preußisch Eylau (Vierter Koalitionskrieg) zwischen französischen Truppen und preußisch-russischen Einheiten. die Schlacht endet unentschieden; etwa 45.000 Soldaten sterben.
- 19. Februar: polnischen Aufständischen auf der Seite Napoleons gelingt im Vierten Koalitionskrieg die kurzzeitige Eroberung von Stolp in der preußischen Provinz Pommern.
- März: Die britische Regierung aller Talente unter Premierminister William Wyndham Grenville endet.
- 14. März: Die um Kolberg aufmarschierten französischen Truppen beginnen mit einem Beschuss die Belagerung Kolbergs 1807. Sie bleibt bis zum Kriegsende erfolglos.
- 25. März: Mit dem Slave Trade Act 1807 wird der Sklavenhandel im britischen Weltreich abgeschafft, nicht aber die Sklaverei.
- 26. April: Nachdem die Schlacht bei Preußisch Eylau unentschieden endet, regeln Russland und Preußen im Bartensteiner Vertrag den gemeinsamen Kampf gegen Napoleon Bonaparte.

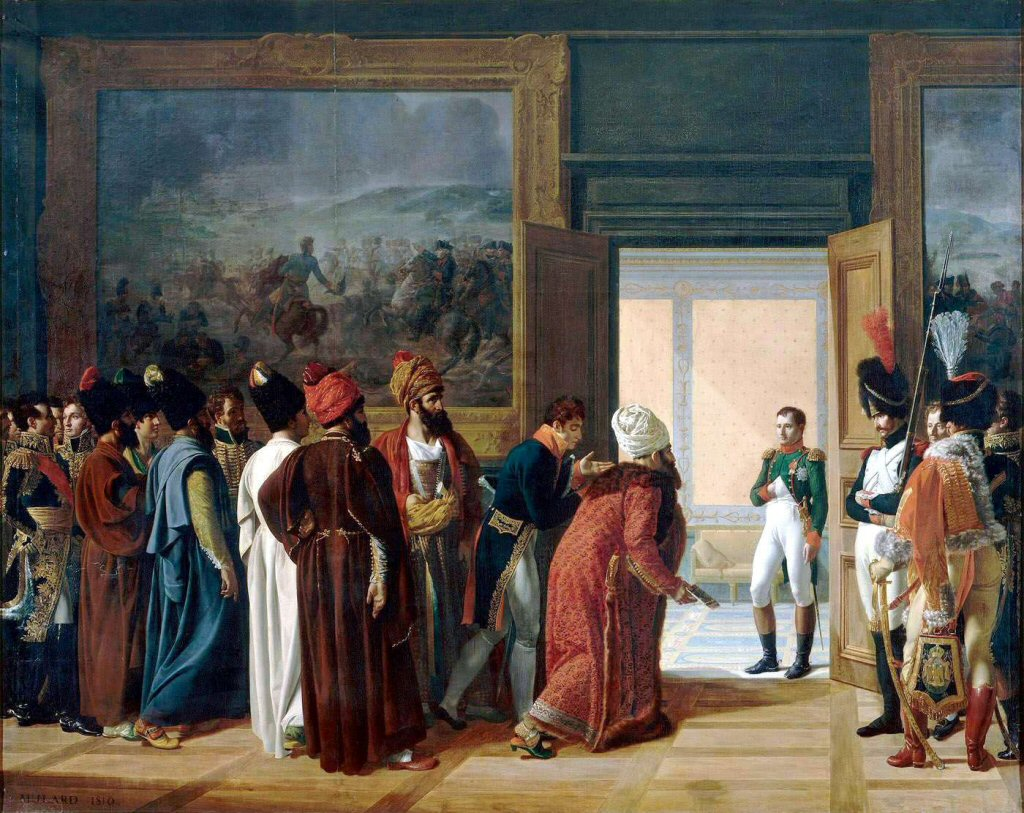
Napoleon empfängt den persischen Gesandten Mirza Mohammad Reza Qazvini auf Schloss Finckenstein

- 4. Mai: Napoleon Bonaparte unterzeichnet in Ostpreußen mit einem von Fath Ali Schah entsandten Vertreter den Vertrag von Finckenstein, der Persien die Unterstützung Frankreichs im Russisch-Persischen Krieg (1804–1813) zusichert. Die Franko-Persische Allianz beginnt.
- 25. Mai: Danzig kapituliert vor den Franzosen.
- 29. Mai: Selim III., der Herrscher des Osmanischen Reiches, wird auf Druck der Janitscharen abgesetzt und Abdülhamits Sohn Mustafa IV. wird zum neuen Sultan ernannt.

Schlacht bei Heilsberg

- 10. Juni: Die Schlacht bei Heilsberg zwischen Frankreich und Russland (Vierter Koalitionskrieg) endet unentschieden.

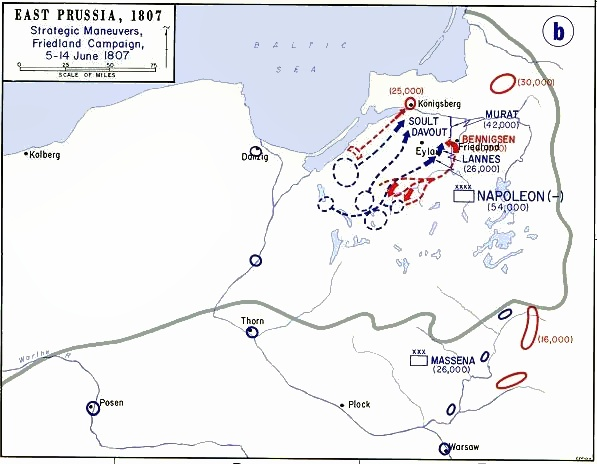
Schlacht bei Friedland

- 14. Juni: Schlacht bei Friedland: Napoleon Bonaparte erreicht einen entscheidenden Sieg über das vereinigte russisch-preußische Heer.
- 21. Juni: Russisch-französischer Waffenstillstand
- 25. Juni: Preußisch-französischer Waffenstillstand, Beginn der Verhandlungen in Tilsit

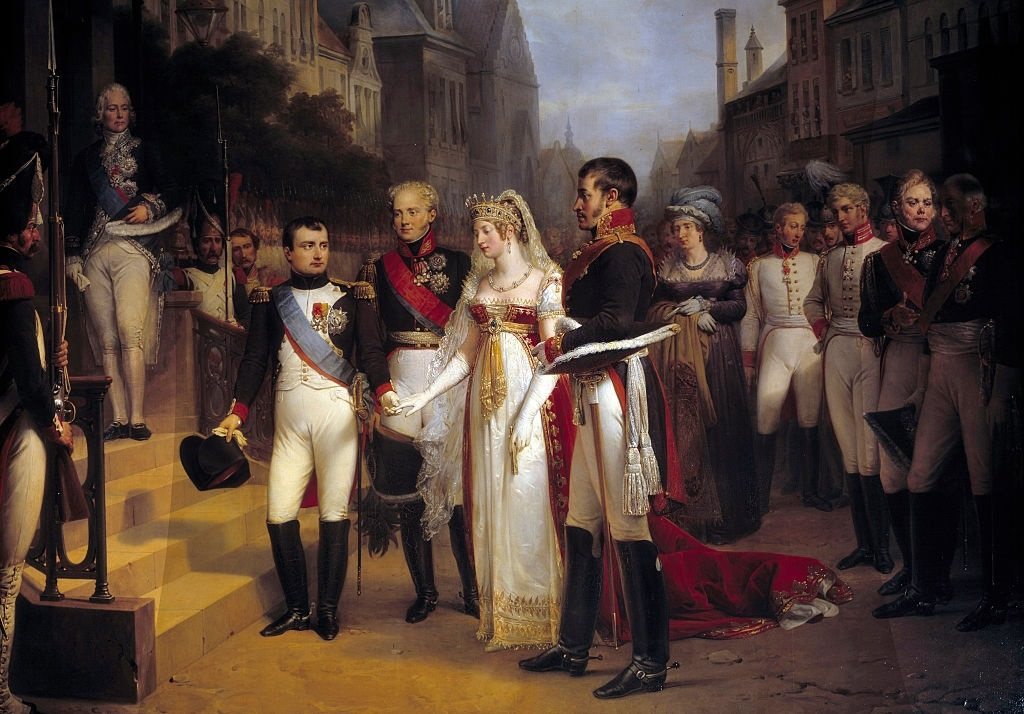
Napoleon empfängt die preußische Königin in Tilsit, Gemälde von Nicolas Gosse (1787–1878)

- 6. Juli: Napoleon I. trifft den preußischen König Friedrich Wilhelm III. und seine Frau Luise in Tilsit.
- 9. Juli: Der Frieden von Tilsit beendet den Vierten Koalitionskrieg. Darin wird unter anderem die Gründung des Herzogtum Warschau festgehalten.
- 25. Juli: Gerhard von Scharnhorst wird mit der Preußische Heeresreform beauftragt.
- 18. August: Der französische Kaiser Napoleon I. konstruiert per Dekret das von Kassel aus regierte Königreich Westphalen und setzt seinen Bruder Jérôme als König ein.
- 5. September: Die Briten nehmen faktisch nach dreitägiger Bombardierung Kopenhagen ein. Sie haben die Stadt mit ihrer Flotte vom 2. bis 5. September bombardiert. Kopenhagen ist zu ungefähr 30 Prozent zerstört und etwa 2.000 Zivilisten starben. Es ist der Beginn eines Präventivkriegs gegen Dänemark-Norwegen, um den Zugang zur Ostsee sicherzustellen. Gleichzeitig wird die dänische Insel Helgoland von britischen Truppen besetzt.

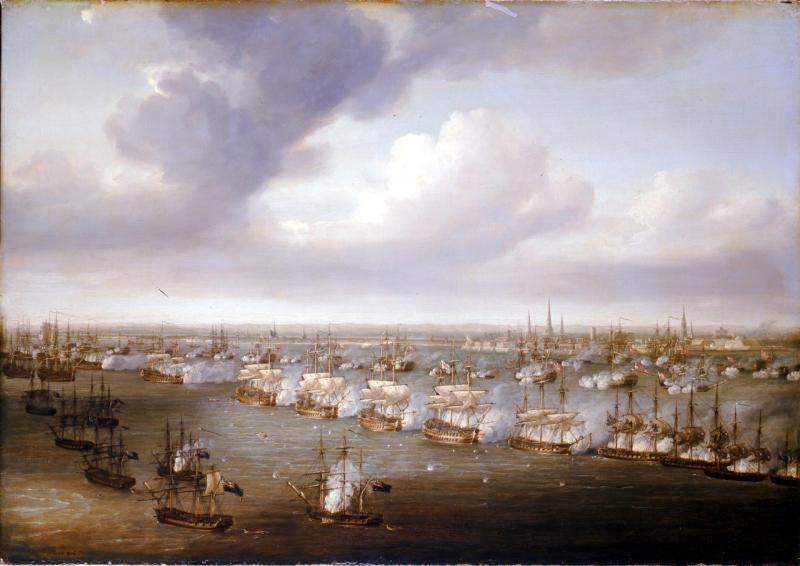
Seeschlacht von Kopenhagen

- 7. September: Der dänische General Ernst Peymann kapituliert in der zweiten Seeschlacht von Kopenhagen gegenüber den Briten unter James Gambier.
- 9. Oktober: Friedrich Wilhelm III. erlässt das Oktoberedikt zur Bauernbefreiung in Preußen.
- 27. Oktober: Im geheimen Vertrag von Fontainebleau einigen sich Spanien und Frankreich auf die Eroberung und anschließende Teilung Portugals. Napoleon Bonaparte will damit die Kontinentalsperre gegenüber Großbritannien vollends durchsetzen, der sich Portugal verweigert.
- 30. November: Gemäß dem Vertrag von Fontainebleau in Portugal einmarschierte französische Truppen unter General Andoche Junot besetzen die Hauptstadt Lissabon. Die portugiesische Königsfamilie hat sich allerdings bereits vorher nach Brasilien abgesetzt; Rio de Janeiro wird so neuer Regierungssitz von Portugal und Brasilien.

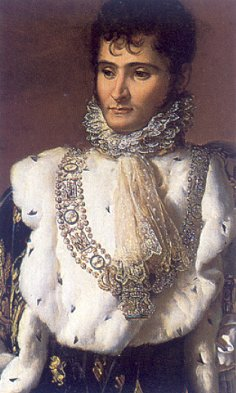
Jérôme Bonaparte als König des Königreichs Westphalen

- 7. Dezember: Das Königreich Westphalen wird von Napoleon Bonaparte ausgerufen, per königlichem Dekret seine Constitution bekannt gemacht und der Eintritt in den Rheinbund geregelt.
- 17. Dezember: Im zweiten Mailänder Dekret verschärft Napoleon die Kontinentalsperre gegenüber Großbritannien. Schiffen neutraler Staaten droht damit die Konfiskation bei Warenverkehr mit den Briten.
- Scharnhorst schafft im Preußischen Armee die Prügelstrafe ab.

#### Weitere Ereignisse weltweit
- 3. Februar: Britische Truppen erobern Montevideo und nehmen den spanischen Gouverneur Pascual Ruiz Huidobro gefangen. Den britischen Invasionen am Río de la Plata ist jedoch auf Dauer kein Erfolg beschieden.
- 17. November: Vertrag von Detroit
- Jamaika: Der Sklavenhandel wird verboten.

### Wirtschaft

#### Kriegswirtschaft
- 22. Dezember: Die USA verbieten im Embargo Act den Handel mit allen fremden Ländern und schließen die Häfen. Hintergrund ist die Kontinentalsperre in Europa, die mit der Gefahr der Beschlagnahme von Schiffsladungen durch Großbritannien oder Frankreich verbunden ist.

#### Unternehmensgründungen
- 16. Januar: Die von Johann Friedrich Cotta herausgegebene Allgemeine Zeitung erscheint erstmals in Augsburg, wohin Cotta wegen der württembergischen Zensur ausgewichen ist. Hier wird das einflussreiche liberale Blatt eine wichtige Stimme im Vormärz.
- Das Morgenblatt für gebildete Stände erscheint in Stuttgart und Tübingen erstmals.

#### Verkehr
- 25. März: Als erste Eisenbahn weltweit transportiert die 1804 errichtete Swansea and Mumbles Railway zahlende Passagiere.
- 17. August: Robert Fultons Dampfer Clermont nimmt auf dem Hudson River zwischen New York City und Albany den regelmäßigen Dampfschiffsverkehr auf.

### Wissenschaft und Technik
- 29. März: Heinrich Wilhelm Olbers entdeckt den Asteroiden Vesta
- 6. Oktober: Der englische Chemiker Humphry Davy leitet elektrischen Strom durch geschmolzene Pottasche (Kaliumcarbonat) und setzt ein Metall frei, das er Kalium nennt. Wenige Tage später entdeckt er auch das chemische Element Natrium. Am 19. November berichtet er vor der Londoner Royal Society erstmals von seinen Entdeckungen.
- 13 Männer gründen die Geological Society of London. Unter den prominenten Gründungsmitgliedern sind William Babington, Humphry Davy und George Greenough.

### Kultur

Torquato Tasso, Titelblatt des Erstdruckes

- 16. Februar: Das Drama Torquato Tasso von Johann Wolfgang von Goethe hat seine Uraufführung in Weimar und wird von den Kritikern in höchsten Tönen gelobt.
- 7. März: Die Uraufführung der 4. Sinfonie von Ludwig van Beethoven erfolgt im Palais des Fürsten Lobkowitz in Wien unter der Leitung des Komponisten. Zur ersten öffentlichen Präsentation gelangt das Werk am 15. November am Wiener Burgtheater.
- 24. Februar: Die Uraufführung des Melodrams Die Glocke von Justin Heinrich Knecht findet in Stuttgart statt.
- 29. Juli: Das Napoleonische Theaterdekret beschränkt die Anzahl der Spielstätten auf acht große Theater in Paris, die sich zudem jeweils auf eine bestimmte Gattung von Darbietungen spezialisieren müssen.
- 13. September: Ludwig van Beethovens im Auftrag von Fürst Nikolaus II. von Esterházy zum Namenstag von dessen Frau Maria Josepha Hermengilde von Liechtenstein geschriebene Messe in C-Dur, op. 86 wird in Eisenstadt uraufgeführt und sagt dem Fürsten nicht zu.

Abbild des ursprünglichen Amphitheaters

- 7. Dezember: Mit einer großen Naumachie wird in Anwesenheit von Napoleon Bonaparte die Arena del Foro Bonaparte in Mailand eröffnet.
- Das Boston Athenæum, eine der ältesten Bibliotheken der Vereinigten Staaten, wird gegründet.

### Gesellschaft
- 7. Februar: Das Paar, das später den Beinamen Dunkelgraf und Dunkelgräfin erhält, kommt in Hildburghausen an.
- 2. Mai: König Maximilian I. Joseph von Bayern gründet den Viktualienmarkt in München.
- 26. August: Das Königreich Bayern macht die Pockenschutzimpfung als erster Staat überhaupt zur Pflicht.
- 4. November: Das Schottengymnasium in Wien wird eröffnet.

### Katastrophen
- 12. Januar: Die Stadt Leiden wird durch die Explosion eines Schiffes, das Schießpulver geladen hat, schwer in Mitleidenschaft gezogen. 151 Menschen kommen ums Leben, geschätzte 2.000 werden verletzt und etwa 220 Häuser werden zerstört.

## Geboren

### Januar bis März
- 01. Januar: Johan Fjeldsted Dahl, norwegischer Buchhändler und Verleger. († 1877)
- 02. Januar: Tomasz Napoleon Nidecki, polnischer Komponist († 1852)
- 02. Januar: Wilhelm Zimmermann, deutscher protestantischer Theologe († 1878)
- 03. Januar: Wilhelm Pape, deutscher Altphilologe und Lexikograf († 1854)
- 06. Januar: Ludwig Erk, deutscher Volksliedforscher und Volksliedsammler († 1883)
- 06. Januar: Josef Maximilian Petzval, Mathematiker und Physiker († 1891)
- 07. Januar: Jacob Ammen, US-amerikanischer Lehrer, Bauingenieur und Brigadegeneral († 1894)
- 08. Januar: Constantin von Waldburg-Zeil, württembergischer Standesherr († 1862)
- 09. Januar: Amir Kabir, persischer Politiker, Ministerpräsident und Reformer († 1852)
- 13. Januar: Theodor Julius Hertel, deutscher Jurist und Bürgermeister († 1880)
- 14. Januar: Hilario Ascasubi, argentinischer Schriftsteller († 1875)
- 15. Januar: Hermann Burmeister, deutscher Naturforscher († 1892)
- 17. Januar: Giustiniano degli Avancini, italienischer Maler († 1843)
- 19. Januar: Robert M. Charlton, US-amerikanischer Politiker († 1854)
- 19. Januar: Robert E. Lee, US-amerikanischer General († 1870)
- 27. Januar: Ulrik Anton Motzfeldt, norwegischer Jurist und Politiker († 1865)
- 28. Januar: Franz Karl Lott, österreichischer Philosoph und Hochschullehrer († 1874)
- 28. Januar: Robert John Le Mesurier McClure, britischer Nordpolarforscher († 1873)
- 30. Jänner: Ludwig Mooser, österreichischer Orgel- und Klavierbauer († 1881)
- 31. Januar: Adolf Christ, Schweizer Politiker († 1877)
- 01. Februar: Eduard Blösch, Schweizer Politiker († 1866)
- 01. Februar: Kaspar Leonz Bruggisser, Schweizer Jurist und Politiker († 1848)
- 01. Februar: William B. Campbell, amerikanischer Politiker, Gouverneur von Tennessee († 1867)
- 03. Februar: Joseph E. Johnston, US-amerikanischer General († 1891)
- 03. Februar: Arthur Wellesley, britischer General († 1884)
- 06. Februar: Hans Matthison-Hansen, dänischer Komponist und Organist († 1890)
- 10. Februar: Hans Adolf Karl von Bülow, preußischer Staatsminister († 1869)
- 11. Februar: Karl Schmitz, deutscher Kaufmann, Bürgermeister der Stadt Mainz († 1882)
- 11. Februar: Napoleon Orda, polnischer Komponist, Pianist und Künstler († 1883)
- 13. Februar: August Heinrich von Seckendorff, Jurist († 1885)
- 14. Februar: Max Emanuel Ainmiller, deutscher Architektur- und Glasmaler († 1870)
- 15. Februar: Ignacy Feliks Dobrzyński, polnischer Pianist und Komponist († 1867)
- 17. Februar: William L. Dayton, US-amerikanischer Politiker († 1864)
- 18. Februar: Theobald von Rizy, österreichischer Jurist und Politiker († 1882)
- 23. Februar: Karl Mathias Rott, österreichischer Komiker († 1876)
- 26. Februar: Théophile-Jules Pelouze, französischer Chemiker († 1867)
- 27. Februar: Henry Wadsworth Longfellow, US-amerikanischer Schriftsteller, Lyriker, Dramatiker († 1882)
- 01. März: Wilford Woodruff, Präsident der Kirche Jesu Christi der Heiligen der letzten Tage († 1898)
- 03. März: Kazimierz Władysław Wójcicki, polnischer Schriftsteller († 1879)
- 05. März: Karl August Timotheus Kahlert, deutscher Dichter und Literaturhistoriker († 1864)
- 07. März: Adolph Methfessel, deutscher Komponist († 1878)
- 07. März: Franz Graf von Pocci, deutscher Zeichner, Radierer, Schriftsteller und Musiker († 1876)
- 08. März: Alphonse Thys, französischer Komponist († 1879)
- 12. März: Sir James Abbott, britischer General († 1896)
- 14. März: Joséphine, schwedische und norwegische Königin († 1876)
- 17. März: Karl Mathy, badischer Staatsminister († 1868)
- 19. März: Wilhelm von Braumüller, deutsch-österreichischer Buchhändler und Verleger († 1884)
- 25. März: James Howard Harris, britischer Staatsmann († 1889)
- 29. März: Karoline Bauer, deutsche Schauspielerin der Biedermeierzeit († 1877)

### April bis Juni
- 01. April: Balthasar Schlimbach, deutscher Orgelbauer († 1896)
- 02. April: Alexander Hugh Holmes Stuart, US-amerikanischer Politiker († 1891)
- 03. April: Jane Digby, Frau von Medjuel el Mezrab († 1881)
- 06. April: Francesco Saverio Apuzzo, italienischer Erzbischof und Kardinal († 1880)
- 08. April: Ernst Friedrich Gelpke, Schweizer evangelischer Geistlicher und Hochschullehrer († 1871)
- 19. April: Jules André, französischer Landschaftsmaler († 1869)
- 20. April: Aloysius Bertrand, französischer Dichter († 1841)
- 20. April: Wincenty Pol, polnischer Schriftsteller, Geograph und Ethnograph († 1872)
- 02. Mai: Johann Konrad Zeller, Schweizer Maler († 1856)
- 05. Mai: Ferdinand von Steinbeis, deutscher Wirtschaftspolitiker († 1893)
- 07. Mai: Ignác Ondříček, tschechischer Geiger und Kapellmeister († 1871)
- 10. Mai: Karl Braun, sächsischer Politiker und Regierungschef († 1868)
- 10. Mai: Jean Victor Coste, französischer Naturforscher († 1873)
- 10. Mai: Bernhard Horwitz, deutsch-britischer Schachspieler († 1885)
- 17. Mai: Otto von Bray-Steinburg, bayerischer Politiker († 1899)

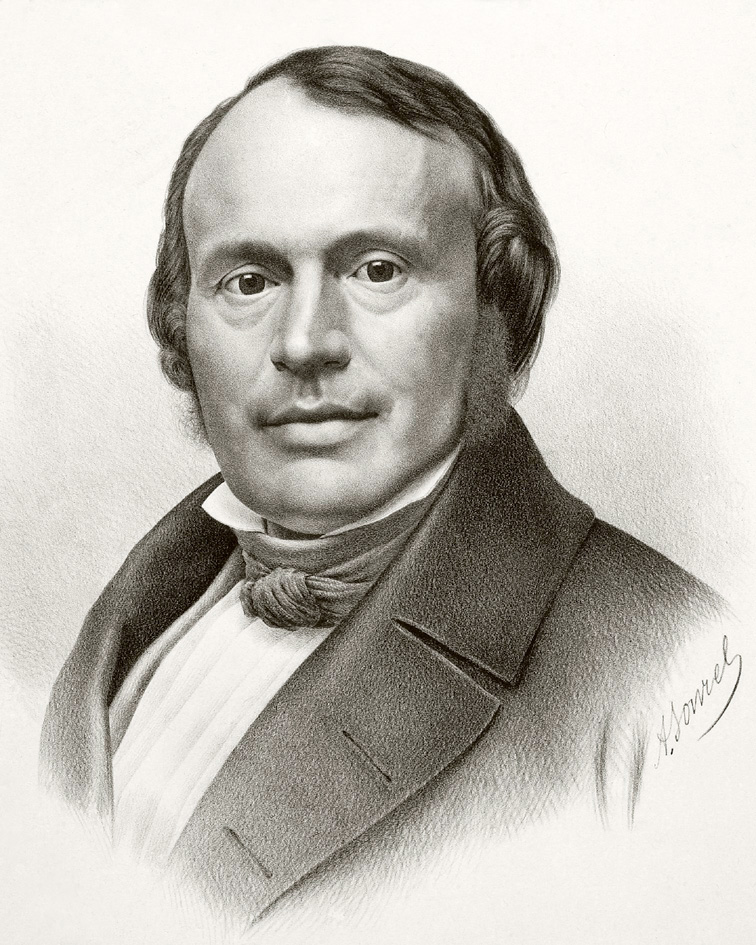
Louis Agassiz

- 28. Mai: Louis Agassiz, US-amerikanischer Zoologe und Geologe († 1873)
- 29. Mai: Matthias Johannes Franciscus Aulike, preußischer Beamter und Politiker († 1865)
- 31. Mai: Franz Jacob Wigard, deutscher Politiker und wesentlicher Verfechter der Stenografie († 1885)
- 000Mai: William Haile, US-amerikanischer Politiker († 1876)
- 06. Juni: Johann Baptist Schiedermayr der Jüngere. österreichischer Geistlicher († 1878)
- 06. Juni: Adrien-François Servais, belgischer Cellist und Komponist († 1866)
- 12. Juni: Franz Brunner, Schweizer Bankier und Politiker († 1868)
- 14. Juni: Iwan Soschenko, ukrainischer Maler und Kunstlehrer († 1876)
- 16. Juni: Thiệu Trị, dritter Kaiser der vietnamesischen Nguyễn-Dynastie († 1847)
- 22. Juni: Cäcilie, schwedische Prinzessin († 1844)
- 23. Juni: Christian Märklin, deutscher evangelischer Theologe und Pädagoge († 1849)
- 23. Juni: Ferdinand von Quast, deutscher Architekt und Kunsthistoriker († 1877)
- 24. Juni: John Pettit, US-amerikanischer Politiker († 1877)
- 25. Juni: Edward A. Hannegan, US-amerikanischer Politiker († 1859)
- 28. Juni: Anton Philipp Reclam, deutscher Verleger und Buchhändler († 1896)
- 30. Juni: Friedrich Joseph Ark, deutscher Architekt und Baubeamter († 1878)
- 30. Juni: Friedrich Theodor Vischer, deutscher Schriftsteller und Politiker († 1887)

### Juli bis September
- 02. Juli: Arthur Conolly, britischer Reisender, Militär und Diplomat († 1842)

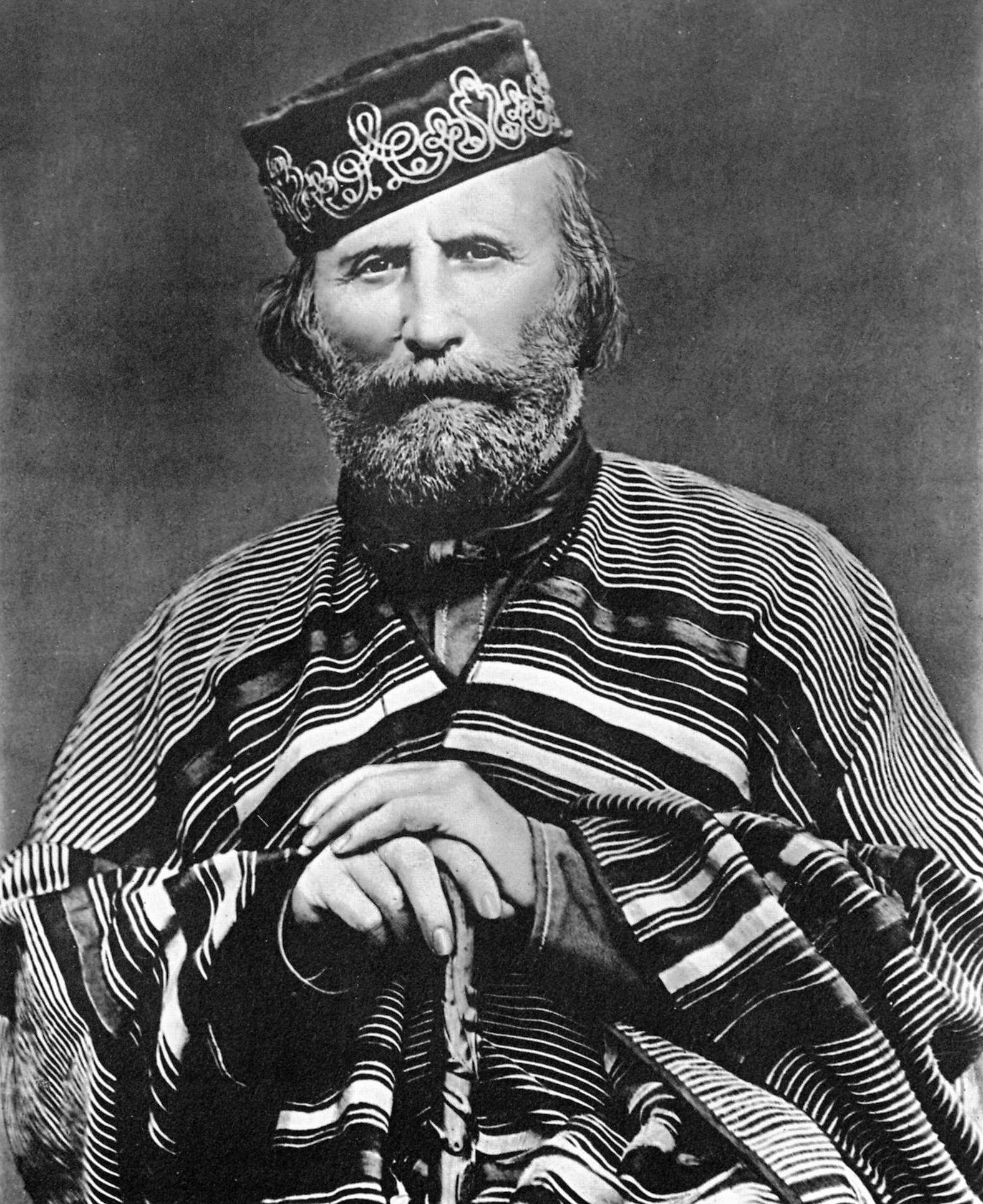
Giuseppe Garibaldi, um 1866

- 04. Juli: Giuseppe Garibaldi, italienischer Guerillakämpfer und Vater des Risorgimento († 1882)
- 12. Juli: Heinrich Simon Lindemann, deutscher Philosoph und Hochschullehrer († 1855)
- 14. Juli: Ventura de la Vega, spanischer Dramatiker und Lyriker († 1865)
- 19. Juli: Hermann Loew, deutscher Insektenforscher und Lehrer († 1879)
- 24. Juli: Karl Konstanz Viktor Fellner, deutscher Bürgermeister von Frankfurt am Main († 1866)
- 24. Juli: Wilhelm Seyfferth, Leipziger Bankier, Unternehmer und Pionier des Eisenbahnwesens († 1881)
- 26. Juli: Karl Wilhelm Ferdinand Büchner, deutscher Pädagoge und klassischer Philologe († 1881)
- 27. Juli: Georg Friedrich Ludwig Avé-Lallemant, deutscher Theologe und Bibliothekar († 1876)
- 29. Juli: Louis Friedrich Daniel von Arentsschildt, hannoverscher Offizier, Lyriker und Übersetzer († 1883)
- 31. Juli: Ferdinand Scheller, deutscher Klavier- und Orgelbauer († 1887)
- 01. August: Robert McClelland, US-amerikanischer Politiker († 1880)
- 02. August: Theodor Wilhelm Rumohr, dänischer Romanschriftsteller († 1884)
- 08. August: Emilie Flygare-Carlén, schwedische Schriftstellerin († 1892)
- 11. August: Hermann von Abendroth, sächsischer Politiker († 1884)
- 11. August: David Rice Atchison, US-amerikanischer Senator († 1886)
- 15. August: Jules Grévy, französischer Staatsmann und Politiker († 1891)
- 18. August: Charles Francis Adams, Sr., US-amerikanischer Jurist und Politiker († 1886)
- 27. August: Karl Franzewitsch Albrecht, russischer Komponist († 1863)
- 01. September: Carl August Bernhard von Arnswald, sächsischer Kammerherr und Schlosshauptmann († 1877)
- 01. September: William W. Hoppin, US-amerikanischer Politiker († 1880)
- 06. September: Ernst Hermann Arndt, deutscher Professor († 1889)
- 07. September: Johann Wilhelm Schirmer, deutscher Landschaftsmaler und Graphiker († 1863)
- 07. September: Henry Sewell, erster Premierminister von Neuseeland († 1879)
- 13. September: Nathaniel Ellis Atwood, US-amerikanischer Politik († 1886)
- 14. September: Daniel T. Jewett, US-amerikanischer Politiker († 1906)
- 15. September: Jan van Boom, niederländischer Komponist, Pianist und Musikpädagoge († 1872)
- 17. September: Ignaz Lachner, deutscher Komponist und Dirigent († 1895)
- 18. September: Karel Slavoj Amerling, tschechischer Pädagoge, Schriftsteller und Philosoph († 1884)
- 19. September: Ehrenreich Eichholz, deutscher Redakteur, Schriftsteller und Liberaler († 1871)
- 20. September: Friedrich Gauermann, österreichischer Maler († 1862)
- 24. September: Theodor Hosemann, deutscher Maler, Illustrator und Karikaturist († 1875)
- 25. September: Alfred Vail, US-amerikanischer Ingenieur und Erfinder († 1859)
- 28. September: Michael Welte, deutscher Uhrmacher, Erfinder und Fabrikant († 1880)

### Oktober bis Dezember
- 03. Oktober: Seth Padelford, US-amerikanischer Politiker († 1878)
- 14. Oktober: Adolph von Wrede, deutscher Arabienforscher († 1863)
- 17. Oktober: Stephen Adams, US-amerikanischer Politiker († 1857)
- 20. Oktober: James Capen Adams, US-amerikanischer Dompteur († 1860)
- 21. Oktober: Rudolf Oeser, deutscher Pfarrer und Volksschriftsteller († 1859)
- 21. Oktober: Napoléon-Henri Reber, französischer Komponist († 1880)
- 28. Oktober: Cyprian Romberg, deutscher Cellist († 1865)
- 05. November: William Francis Ainsworth, britischer Forscher († 1896)
- 06. November: Karol Bołoz Antoniewicz, polnischer Theologe und Missionar († 1852)
- 08. November: Coronado Chávez, Präsident von Honduras († 1881)
- 09. November: Otto Speckter, deutscher Zeichner und Radierer († 1871)

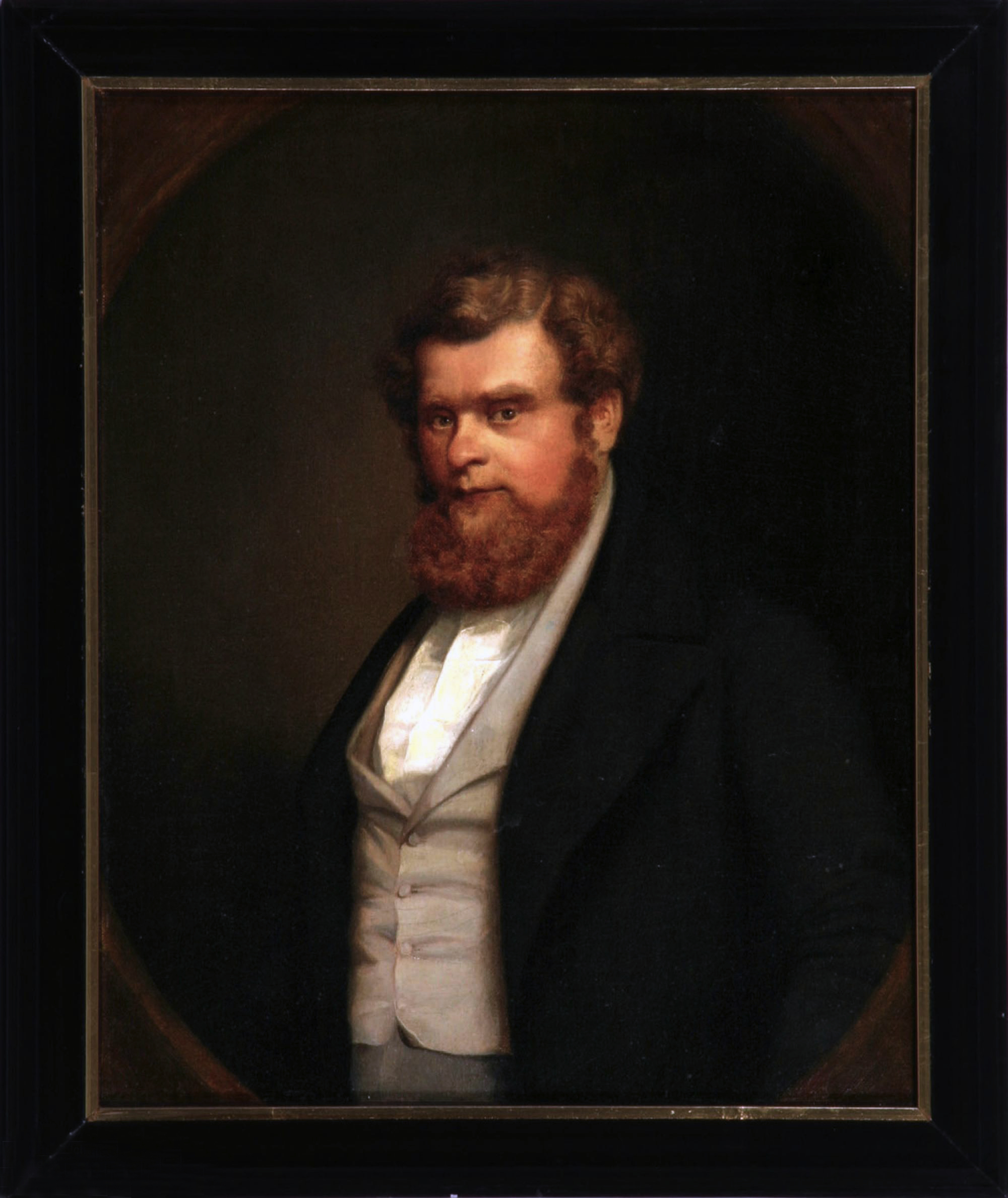
Robert Blum, Gemälde von August Hunger, zwischen 1845 und 1848

- 10. November: Robert Blum, deutscher Politiker der Märzrevolution und Abgeordneter († 1848)
- 14. November: Auguste Laurent, französischer Chemiker († 1853)
- 15. November: Peter Burnett, erster Gouverneur von Kalifornien († 1895)
- 16. November: Eduard von Fransecky, preußischer General der Infanterie († 1890)
- 16. November: Jónas Hallgrímsson, isländischer Poet und Naturwissenschaftler († 1845)
- 20. November: Peter Tidemand Malling, norwegischer Buchdrucker, Verleger und Buchhändler († 1878)
- 22. November: Ferdinand von Augustin, österreichischer Feldmarschallleutnant und Reiseschriftsteller († 1861)
- 29. November: Josiah McNair Anderson, US-amerikanischer Politiker († 1861)
- 29. November: Julius Krais, deutscher Pfarrer und Dichter († 1878)
- 01. Dezember: Augustin Oestreich, deutscher Orgelbauer († nach 1855)
- 02. Dezember: Karl von Rothkirch-Panthen, böhmisch-österreichischer Politiker, Verwaltungsbeamter, Oberstlandmarschall und Statthalter († 1870)
- 09. Dezember: Christian Gottlieb Ziller, deutscher Baumeister († 1873)
- 11. Dezember: Christian Ludwig Landbeck, deutsch-chilenischer Ornithologe († 1890)
- 12. Dezember: Heinrich Funk, deutscher Landschaftsmaler († 1877)
- 14. Dezember: Emil Ebers, deutscher Maler und Radierer († 1884)
- 14. Dezember: Francis Gillette, US-amerikanischer Politiker († 1879)
- 14. Dezember: Thomas William Webb, britischer Astronom († 1885)
- 16. Dezember: Heinrich Joseph Adami, österreichischer Schriftsteller und Zeitungsjournalist († 1895)
- 17. Dezember: John Greenleaf Whittier, US-amerikanischer Dichter († 1892)
- 18. Dezember: Phoebe Palmer, US-amerikanische methodistische Heiligungspredigerin und Sozialaktivistin († 1874)
- 22. Dezember: Karl Ludwig Grotefend, deutscher Historiker und Numismatiker († 1874)
- 22. Dezember: Johan Sebastian Welhaven, norwegischer Schriftsteller († 1873)
- 23. Dezember: Antonius Maria Claret, spanischer Bischof und Ordensgründer († 1870)
- 29. Dezember: Eduard Friedrich Ludwig von Gemmingen, großherzoglich-badischer Kammerherr und Schlossherr im Oberschloss Bonfeld († 1846)
- 29. Dezember: Alexander von Schleinitz, preußischer Staatsminister († 1885)
- 30. Dezember: Johann Heinrich Jacob Audorf, deutscher Politiker († 1891)

### Genaues Geburtsdatum unbekannt
- Giulio Cesare Ferrarini, italienischer Dirigent, Geiger und Musikpädagoge († 1891)
- William Cornwallis Harris, Major der britischen East India Company, Jäger und Afrikareisender († 1848)
- August Roese, deutscher Kommunalpolitiker und Oberbürgermeister der Stadt Eisenach († 1891)
- Simon Anton Zimmermann, deutscher Dirigent, Chorleiter und Komponist († 1876)

## Gestorben

### Januar bis April
- 03. Januar: Gottlieb Merkel, deutscher lutherischer Theologe (* 1734)
- 06. Januar: Ahasverus van den Berg, niederländischer reformierter Theologe und Dichter (* 1733)
- 21. Januar: Volkmar Daniel Spörl, deutscher evangelischer Theologe (* 1733)

- 04. Februar: Johann Ignaz Seuffert, deutscher Orgelbauer (* 1728)
- 05. Februar: Pascal Paoli, korsischer Revolutionär und Widerstandskämpfer (* 1725)
- 09. Februar: Joseph-Benoît Suvée, flämischer Maler (* 1743)
- 12. Februar: David Roentgen, deutscher Kunsthandwerker (* 1743)
- 16. Februar: Andreas Weiß (Orgelbauer, 1722), deutscher Orgelbauer (* 1722)
- 17. Februar: Johann Rudolf Dolder, Schweizer Politiker (* 1753)
- 18. Februar: Sophie von La Roche, deutsche Schriftstellerin (* 1730)
- 000Februar: James Morrison, britischer Seemann auf der Bounty (* 1760)

- 04. März: Abraham Baldwin, Delegierter für Georgia im Kontinentalkongress (* 1754)
- 06. März: Andrea Amoretti, italienischer Kupferstecher und Drucker (* 1758)
- 08. März: Johann Christian Albinus, deutscher Beamter (* 1741)
- 13. März: Nikolai Petrowitsch Resanow, russischer Staatsmann (* 1764)
- 18. März: Johann Peter Pichler, österreichischer Bildnisstecher und Mezzotintokünstler (* 1765)
- 20. März: Carl Moritz Wenzel von Dobschütz, preußischer Generalmajor und Gutsbesitzer (* 1726)

- 01. April: Václav Josef Bartoloměj Praupner, tschechischer Komponist (* 1745)
- 01. April: Miklós Révai, ungarischer Sprachwissenschaftler, Hochschullehrer, Zeichner und Schriftsteller (* 1750)
- 02. April: Balthasar Anton Dunker, deutscher Maler, Radierer und Schriftsteller (* 1746)
- 02. April: Christian Hartmann Samuel von Gatzert, deutscher Jurist und Politiker (* 1739)
- 04. April: Jérôme Lalande, französischer Mathematiker und Astronom (* 1732)
- 08. April: John James Beckley, erster Leiter der Library of Congress (* 1757)
- 09. April: Johann Friedrich Fritze, deutscher Mediziner und Hochschullehrer (* 1735)
- 10. April: Anna Amalia von Braunschweig-Wolfenbüttel, Herzogin und Regentin von Sachsen-Weimar und Eisenach, Mäzenin und Komponistin (* 1739)
- 13. April: Maria Theresia von Neapel-Sizilien, letzte Kaiserin des Heiligen Römischen Reiches und erste Kaiserin von Österreich (* 1772)
- 16. April: David von Neumann, preußischer General (* 1734)
- 19. April: Georg Adam von Starhemberg, österreichischer Diplomat, Minister und Obersthofmeister (* 1724)
- 21. April: Christian Heinrich Reichel, deutscher Pädagoge (* 1734)
- 28. April: Jakob Philipp Hackert, deutscher Maler (* 1737)
- 28. April: Ludwig Friedrich II., Fürst von Schwarzburg-Rudolstadt (* 1767)

### Mai bis August
- 04. Mai: Napoléon Charles Bonaparte, Sohn von Louis Bonaparte und Hortense de Beauharnais (* 1802)
- 04. Mai: Jeremias Benjamin Richter, schlesischer Philosoph, Chemiker, Bergbausachverständiger und Privatgelehrter (* 1762)
- 10. Mai: Jean-Baptiste-Donatien de Vimeur, Graf von Rochambeau, Marschall von Frankreich (* 1725)
- 13. Mai: Louis Joseph Charles Amable d’Albert de Luynes, französischer Politiker und Militär (* 1748)
- 13. Mai: Eliphalet Dyer, Delegierter von Connecticut im Kontinentalkongress (* 1721)
- 13. Mai: Georg Friedrich Seiler, deutscher Theologe und Hochschullehrer (* 1733)
- 29. Mai: Léonard Bourdon, französischer Politiker (* 1754)
- 31. Mai: Jean-Ami Martin, Schweizer evangelischer Geistlicher und Bibliothekar (* 1736)

- 06. Juni: Bernhard Gottlieb Isaak von Diesbach, Schweizer Politiker (* 1750)
- 20. Juni: Ferdinand Berthoud, französischer Uhrmacher und Erfinder (* 1727)
- 23. Juni: Georg Thomas von Asch, russischer Stadtphysikus, Divisionsarzt, Chefarzt, Generalstabsarzt und Generalfeldmarschall (* 1729)
- 27. Juni: Michael Klahr der Jüngere, deutscher Bildhauer (* 1727)

- 11. Juli: George Atwood, englischer Physiker und Erfinder (* 1745)
- 13. Juli: Henry Benedict Stuart, Kardinal und Bischof von Frascati und Kardinalbischof von Ostia, Velletri und Kardinaldekan (* 1725)
- 21. Juli: Johanna Marianne Freystein, deutsche Malerin (* 1760)
- 21. Juli: Traugott Karl August Vogt, deutscher Mediziner (* 1762)
- 21. Juli: Rémi Willemet, französischer Botaniker (* 1735)
- 21. Juli: Wilhelm von Zweybrücken, Offizier in französischen und bayrischen Diensten (* 1754)
- 24. Juli: Johann Christoph Kunze, deutscher protestantischer Theologe (* 1744)

- 05. August: Jeanne Baret, französische Botanikerin und Weltumseglerin (* 1740)
- 09. August: Lewis Nicola, irisch-amerikanischer Offizier, Unternehmer, Schriftsteller und Mitglied der American Philosophical Society (* 1717)
- 09. August: Valentin Rose der Jüngere, deutscher Apotheker und Chemiker (* 1762)
- 12. August: Bernardino Honorati, Kardinal der katholischen Kirche (* 1724)
- 12. August: Johann Stephan Pütter, deutscher Staatsrechtslehrer und Publizist (* 1725)
- 15. August: Johannes Nikolaus Tetens, deutscher Philosoph (* 1736)
- 16. August: Bruno de Heceta, spanischer Seefahrer und Entdecker (* 1743)
- 24. August: Joseph Brant, Anführer der Mohawk-Indianer im Amerikanischen Unabhängigkeitskrieg (* 1742)
- 24. August: Jacques-Christophe Valmont de Bomare, französischer Naturforscher (* 1731)
- 25. August: Christian Jakob Kraus, deutscher Philosoph und Ökonom (* 1753)
- 25. August: Jean-Étienne-Marie Portalis, französischer Jurist, Rechtsphilosoph und Kultusminister (* 1746)

### September bis Dezember
- 02. September: Antonio Casimir Cartellieri, deutsch-böhmischer Komponist italienischer Herkunft (* 1772)
- 07. September: Luise von Göchhausen, erste Hofdame der Herzogin Anna Amalie von Sachsen-Weimar-Eisenach (* 1752)
- 17. September: Edward Telfair, US-amerikanischer Politiker (* 1735)
- 20. September: Honoré Langlé, monegassischer Komponist (* 1741)
- 28. September: Johann Friedrich August Kinderling, deutscher Philologe und Pfarrer (* 1743)
- 30. September: Johann Carl Christian Fischer, deutscher Komponist und Musiker (* 1752)

- 05. Oktober: Luis Née, französischer Botaniker (* 1734)
- 09. Oktober: Michail Cheraskow, russischer Dichter und Schriftsteller (* 1733)
- 16. Oktober: Johann Joseph Thalherr, österreichischer Architekt (* um 1730)
- 20. Oktober: Loammi Baldwin, US-amerikanischer Ingenieur, Politiker und Oberst im Amerikanischen Unabhängigkeitskrieg (* 1744/1745)
- 22. Oktober: Elias Dayton, US-amerikanischer Politiker (* 1737)
- 27. Oktober: Franz de Paula Gundaker von Colloredo-Mannsfeld, letzter Reichsvizekanzler des Heiligen Römischen Reichs (* 1731)

- 02. November: Louis Auguste Le Tonnelier de Breteuil, französischer Diplomat (* 1730)
- 05. November: Angelika Kauffmann, Schweizer Malerin (* 1741)
- 10. November: Alexander Martin, US-amerikanischer Politiker (* 1740)
- 11. November: Jean-Édouard Adam, französischer Chemiker und Physiker (* 1768)
- 14. November: Charles Grey, britischer General (* 1729)
- 23. November: Jean François Reubell, französischer Politiker und Mitglied des Direktoriums (* 1747)
- 26. November: Oliver Ellsworth, US-amerikanischer Jurist und Politiker (* 1745)

- 01. Dezember: Marianne Camasse, französische Tänzerin, Gräfin von Forbach (* 1734)
- 01. Dezember: Wilhelm Christoph Diede zum Fürstenstein, dänischer Diplomat (* 1732)
- 03. Dezember: Clara Reeve, englische Schriftstellerin (* 1729)
- 08. Dezember: Carl Friedrich Cramer, deutscher Theologe, Buchhändler und Musikschriftsteller (* 1752)
- 12. Dezember: Giuseppe Antonio Mainoni, französischer General (* 1754)
- 13. Dezember: Albrecht von Mülinen, Schultheiss von Bern (* 1732)
- 19. Dezember: Friedrich Melchior Grimm, deutscher Schriftsteller und Diplomat (* 1723)

### Genaues Todesdatum unbekannt
- Johann Georg Bäßler, deutscher reformierter Kirchenmusiker und Komponist (* 1753)
- Richard Gifford, englischer Geistlicher und Dichter (* 1725)
- Joseph Stanton, US-amerikanischer Politiker (* 1739)